# Assegno di congrua
L'Assegno di congrua ou Congrua (allocation congruente) définit un paiement mensuel versé par l'État italien aux curés de la paroisse, à titre de salaire. Créé après l'unification de l'Italie, il est resté en vigueur jusqu'en 1986.

## Histoire
La « congrua » est à l'origine la partie du produit d'une prestation ecclésiastique qui était due au clerc chargé du service et nécessaire à sa subsistance. À la suite de la confiscation des biens de l'Église en vertu des lois de l'eversione dell'asse ecclesiastico (1866-1867), le concept de congrua est étendu pour indiquer les allocations qui, en droit civil, étaient versées au clergé par l'État, les municipalités et d'autres entités publiques. 
Ainsi  l'État entendait administrer les biens ecclésiastiques de manière plus rationnelle et par le paiement des émoluments, il s' octroyait un contrôle sur l'Église, selon les doctrines juridictionnelles considérant le souverain comme propriétaire de tous les biens ecclésiastiques.
Le législateur italien a posé en principe que l'État ne subventionnerait aucun culte. Les dépenses du culte devaient être assurées par des organismes spéciaux, alimentés par des revenus provenant exclusivement des biens ecclésiastiques. La loi en identifie trois : le fonds pour le culte ; le fonds spécial pour la charité et la religion de la ville de Rome ; l'économe des bénéfices vacants. Cependant, la vente des biens ecclésiastiques ne générant pas les bénéfices escomptés, , le principe est abandonné et l'État doit compléter le Fonds du culte, organisme qui verse aux clercs les plus pauvres certaines allocations, appelées « suppléments de congrua ».
Jusqu'en 1932, la dépense était prise en charge par le budget du Ministère de la Justice et des cultes. Cette prestation était considérée comme un droit personnel de la personne investie et correspondait à une pension alimentaire, qui ne pouvait être transmise aux héritiers, lesquels avaient toutefois le droit de percevoir les rentes de la congrégation accumulées et non perçues par le curé.
À partir du 1er juillet 1932, à la suite de l'entrée en vigueur du décret royal 884 du 20 juillet 1932, la responsabilité des questions relatives aux affaires religieuses est passée au Ministère de l'Intérieur. Les paiements étaient effectués sur des rôles de dépenses fixes, comme pour les employés de l'État, par les bureaux provinciaux du Trésor.
Les montants versés n'étaient pas très élevés à tel point que souvent des sommes supplémentaires ponctuelles étaient allouées dans le budget. Par exemple, un curé de paroisse, de 1925 à 1944,  recevait la somme annuelle de 3 500 lires. Dans les années cinquante, le montant annuel ne dépassait guère les 2 500 lires et en 1986, dernière année de paiement de la « Congrua » par les directions territoriales de l'économie et des finances, les montants variaient entre 8 et 10 000 000 lires par an.
Depuis le 31 décembre 1986 date d'entrée en vigueur de l'article 21 de la loi n° 222 du 20 mai 1985, l'indemnité de « congrua  » a été remplacée, à la suite des modifications apportées au concordat de 1984, par le système des huit pour mille, versés directement à la Conférence épiscopale italienne par le Trésor public, à titre de participation aux recettes fiscales annuelles.